# 中川家 家電の流儀
『中川家 家電の流儀』（なかがわけ かでんのりゅうぎ）は、一部テレビ東京系列で放送されていたテレビ大阪製作の情報バラエティ番組である。エディオン（2012年9月まではMIDORI）の一社提供。テレビ大阪では2011年1月4日から2019年3月26日まで放送。全424回。
スポンサーのエディオン店内で販売されている最新家電をコント形式で紹介していたミニ番組。毎回様々なキャラクターに扮してエディオンへやって来る中川家の2人に対し、店の従業員や社のマーケティング統括部長が商品説明を行った。

## 出演者
- 中川剛（中川家）
- 中川礼二（中川家）
- 水島さとり
- 月亭八光 - 2012年1月3日から同年1月31日まで剛の代理で出演[1][2]。
- 森山くるみ - 準レギュラー。2018年5月29日から2019年3月19日まで不定期出演[3][4]。

## 放送局
| 放送対象地域 | 放送局      | 系列           | 放送日時           | 放送期間                      | 備考   |
| ------------ | ----------- | -------------- | ------------------ | ----------------------------- | ------ |
| 大阪府       | テレビ大阪  | テレビ東京系列 | 火曜 21:54 - 22:00 | 2011年1月4日 - 2019年3月26日  | 製作局 |
| 福岡県       | TVQ九州放送 | テレビ東京系列 | 金曜 21:54 - 22:00 | 2017年10月6日 - 2019年3月29日 |        |
| 愛知県       | テレビ愛知  | テレビ東京系列 | 土曜 20:54 - 21:00 | 2017年10月7日 - 2019年3月30日 |        |

テレビ大阪以外の局では編成の都合により、上記時間帯よりも若干遅れての放送になる場合があった。